# Simandres
Simandres es una comuna francesa situada en el departamento de Ródano, de la región de Auvernia-Ródano-Alpes.

## Historia
En 1968, en el proceso de reorganización administrativa del entorno de Lyon, fue transferida del departamento de Isère al de Ródano.

## Demografía
| 390 | 429 | 636 | 782 | 1 044 | 1 258 | 1 509 | 1 726 |
| Para los censos de 1962 a 1999 la población legal corresponde a la población sin duplicidades (Fuente: INSEE [Consultar]) |     |     |     |       |       |       |       |